# Paul Kestranek

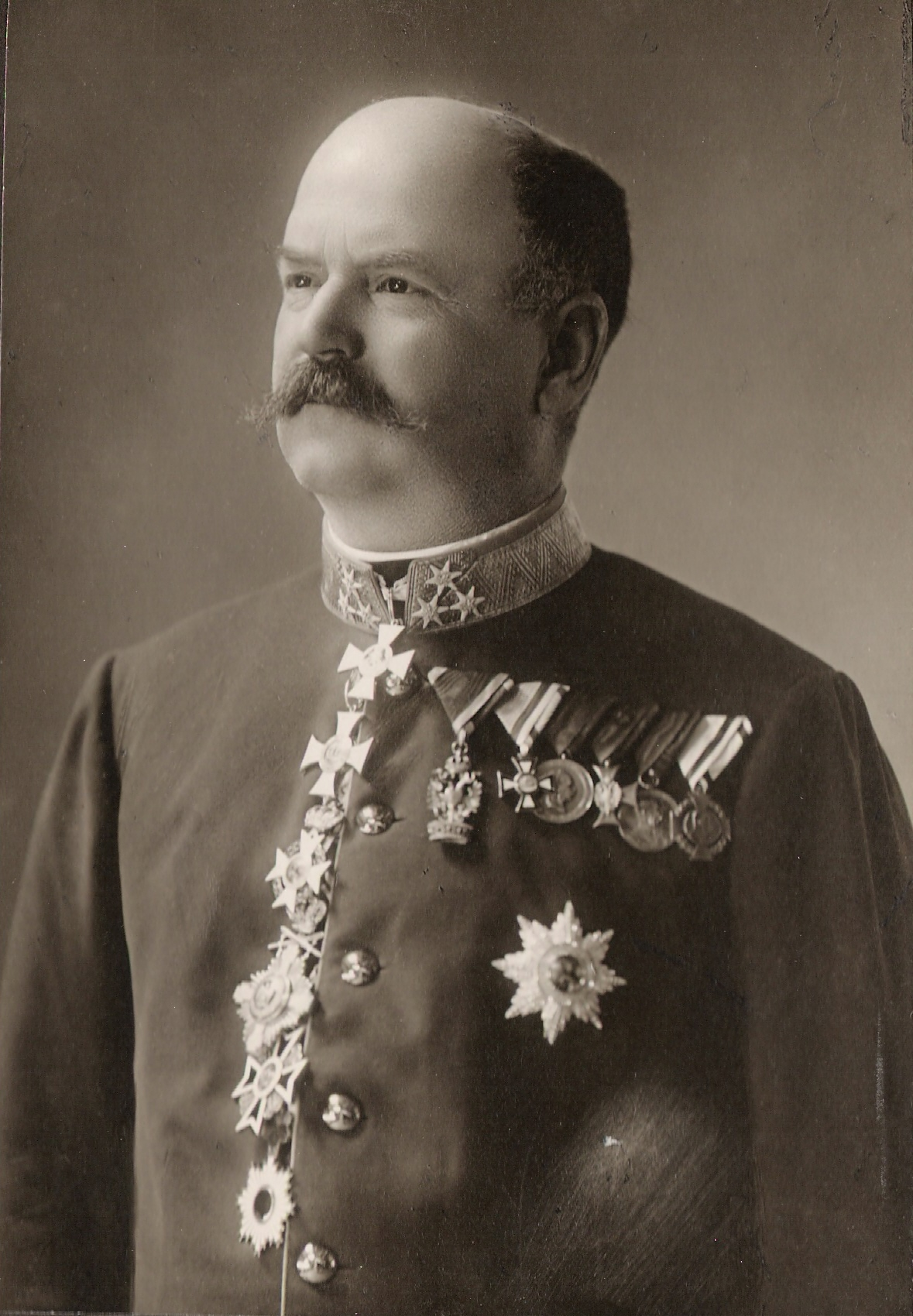
Paul Kestranek (1856–1929)

Paul Kestranek, auch Paul Kestřanek (* 21. Juni 1856 in Prag; † 13. Juli 1929 in Wien) war ein österreichischer Militär. Er war 1918 der letzte habsburgische Militärkommandant in Prag.

## Leben
Paul Kestranek war der älteste Sohn der Schriftstellerin Alberta von Maytner aus ihrer ersten Ehe mit dem  k.k. Artillerieleutnant Peter Kestřanek. Peter Kestřanek verstarb bereits 1858, sodass seine Mutter mit ihren Kindern zu ihren Eltern nach Krakau zog. Die zweite Ehe seiner Mutter, ab 1860 mit dem k.k. Artillerieleutnant und späteren Generalmajor Josef von Maytner (1836–1914), endete 1865 mit der Trennung.
Paul Kestranek besuchte das Kadetteninstitut zu Eisenstadt und die Theresianische Militärakademie in Wiener Neustadt. Er nahm 1878 als Leutnant an der Okkupation Bosniens teil. Er wurde nach Absolvierung der Kriegsschule als Generalstabsoffizier 1881 zur 70. Infanteriebrigade, 1884 zur 30. Infanterie-Truppendivision versetzt. 1886 wurde er dauerhaft zum Generalstab versetzt. Er wurde dem Militärkommando Zara zugeteilt und 1888 mit der Leitung des Eisenbahnbüros des Generalstabes betraut. Kestranek leistete dann Truppendienst, war seit 1895 Major und Kommandant der Infanterie-Truppenschule Temesvar sowie bis 1911 Kommandant des Infanterieregiments 99. Er übernahm später das Kommando der 96. und 98. Infanteriebrigade. Ab 1913 war er Feldmarschalleutnant und kommandierte die 12. Infanteriedivision, mit welcher er im Ersten Weltkrieg am 2. Mai 1915 in der Schlacht bei Gorlice-Tarnów die russische Schlüsselstellung auf der Pustkihöhe erstürmte. 1918 wurde er zum General der Infanterie befördert. Er war Militärkommandant von Prag. Unter ihm erfolgte gegen Ende des Ersten Weltkriegs am 30. Oktober 1918 die weitgehend friedliche Übergabe Prags an den Tschechischen Nationalausschuss, deren Vertreter später als „Männer des 28. Oktober“ bezeichnet wurden. Kestranek war in der Folge kurzfristig interniert.

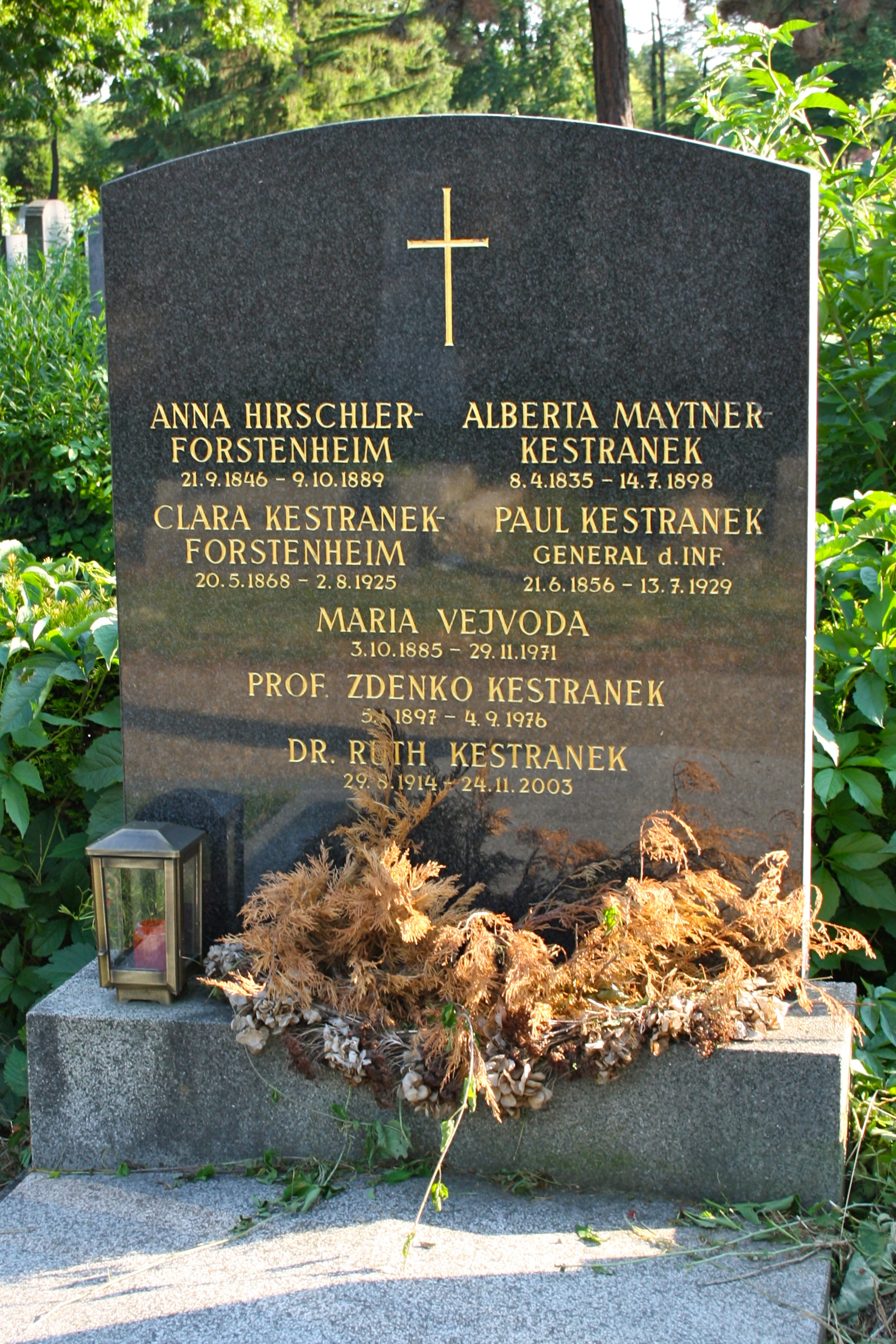
Grab von Alberta von Maytner und Paul Kestranek

Paul Kestranek wurde 1919 in den Ruhestand versetzt und ging nach Baden bei Wien. Er beschäftigte sich an der Wiener Universität mit geographischen und historischen Studien und wurde Mitglied der Anthropologischen, Speläologischen, Geographischen und Prähistorischen Gesellschaft. Paul Kestranek starb am 13. Juli 1929 in Wien. Er ist auf dem Wiener Zentralfriedhof bestattet (Gruppe 3, Reihe 2, Nummer 87A).
Er war Träger vieler in- und ausländischer Auszeichnungen, u. a. des Militärischen Verdienstkreuzes, des Ritterkreuzes des Leopold-Ordens, des Ordens der Eisernen Krone 1. Klasse und des Eisernen Kreuzes 1. Klasse.

## Familie
Paul Kestranek war ein Cousin des Industriellen Wilhelm Kestranek.
Paul Kestranek heiratete 1892 die Schriftstellerin Clara Elisabeth Kestranek-Forstenheim geb. Hirschler (1868–1925). Ihre Kinder waren Bořivoj (1895–1918), Zdenko (1897–1976) und Viktoria (1901–?).  Paul Kestraneks Frau Clara starb 1925 in der Heilanstalt Mauer-Öhling. Zdenko Kestranek lehrte an der Akademie für Musik und darstellende Kunst in Wien Sprech- und Stimmbildung.